# 百度杀毒
百度杀毒，是2013年百度公司与著名计算机反病毒公司卡巴斯基合作推出的杀毒软件。
百度杀毒使用卡巴斯基引擎和百度云计算，并称“永久免费、不骚扰用户、不胁迫用户、不偷窥用户隐私”，自发布以来就在和同类软件（如奇虎360、金山毒霸、腾讯电脑管家等）开始直接竞争和对峙。
2018年11月，百度杀毒国内版不再提供下载。

## 恶意安装
有用户称，百度杀毒和其它软件捆绑安装，造成用户卸载它之后过一段时间它又自动安装。事实上，在通过百度搜索搜索百度杀毒时，百度反馈的结果中序列排在第一位的往往不是百度杀毒官方网站，而是百度的软件中心。用户点击“高速下载”选项后，就会被强制安装百度卫士和百度杀毒，且在Windows控制台的“程序与功能”下应用程序列表中无法找到这两款软件，只能在软件安装的目录下启动卸载程序。在卸载过程中，程序会弹出一些误导用户的选项阻止用户将其卸载。即使用户正确选择了卸载选项，也会有无法删除的文件和注册表项残留在系统当中。
2014年，Windows XP桌面系统中有IE浏览器的漏洞被发现，同年11月微软发布补丁来修补这个漏洞，但由于大多数用户没有及时修补漏洞，该漏洞被百度利用并作为强制将百度系列软件安装于用户电脑中的渠道。在访问一些使用百度服务的网站中，会被加入一些利用漏洞的代码；这些代码自动将浏览器导向至百度的下载服务器并开始下载具有百度官方签名的安装包，随后便会自动启动并安装百度系列软件。

## 外部連結
- 百度杀毒 （页面存档备份，存于）
- 百度杀毒国际版